# Joensuu Wolves 2019
Questa voce raccoglie le informazioni riguardanti gli Joensuu Wolves nelle competizioni ufficiali della stagione 2019.

## Maschile

### III-divisioona 2019

#### Stagione regolare
| Lappeenranta 29 giugno 2019 | Joensuu Wolves | 64 – 0 | Milky City Farmers | Lauritsalan Urheilukenttä |

| Lappeenranta 29 giugno 2019 3ª giornata | Joensuu Wolves | 0 – 26 | Kuusankoski Cowboys | Lauritsalan Urheilukenttä |

| Kouvola 13 luglio 2019 5ª giornata | Kuusankoski Cowboys | 46 – 16 | Joensuu Wolves | Voikkaan pallokenttä |

| Kouvola 13 luglio 2019 5ª giornata | Joensuu Wolves | 28 – 32 | Lappeenranta Razorbacks | Voikkaan pallokenttä |

| Joensuu 28 luglio 2019 7ª giornata | Lappeenranta Razorbacks | 14 – 22 | Joensuu Wolves | Mehtimäen tekonurmi |

| Joensuu 28 luglio 2019 7ª giornata | Milky City Farmers | 8 – 44 | Joensuu Wolves | Mehtimäen tekonurmi |

#### Playoff
| Kouvola 7 settembre 2019, ore 11:00 Semifinale | Pirkkala Spartans | 26 – 28 | Joensuu Wolves | Voikkaan pallokenttä |

| Kouvola 7 settembre 2019, ore 16:30 Äijämalja | Kuusankoski Cowboys | 50 – 18 | Joensuu Wolves | Voikkaan pallokenttä |

### Statistiche di squadra
| Competizione      | %Vittorie | In casa | In casa | In casa | In casa | In casa | In casa | In trasferta | In trasferta | In trasferta | In trasferta | In trasferta | In trasferta | Totale | Totale | Totale | Totale | Totale | Totale |
| Competizione      | %Vittorie | G       | V       | N       | P       | Pf      | Ps      | G            | V            | N            | P            | Pf           | Ps           | G      | V      | N      | P      | Pf     | Ps     |
| ----------------- | --------- | ------- | ------- | ------- | ------- | ------- | ------- | ------------ | ------------ | ------------ | ------------ | ------------ | ------------ | ------ | ------ | ------ | ------ | ------ | ------ |
| Stagione regolare | .500      | 3       | 1       | 0       | 2       | 92      | 58      | 3            | 2            | 0            | 1            | 82           | 68           | 6      | 3      | 0      | 3      | 174    | 126    |
| Playoff           | .500      | 0       | 0       | 0       | 0       | 0       | 0       | 2            | 1            | 0            | 1            | 46           | 76           | 2      | 1      | 0      | 1      | 46     | 76     |
| Totale            | .500      | 3       | 1       | 0       | 2       | 92      | 58      | 5            | 3            | 0            | 2            | 128          | 144          | 8      | 4      | 0      | 4      | 220    | 202    |

## Femminile

### Naisten II-divisioona 2019

#### Stagione regolare
| Joensuu 19 maggio 2019, ore 13:00 1ª giornata | Joensuu Wolves | 50 – 16 | Hyvinkää Falcons | Mehtimäen tekonurmi |

| Joensuu 26 maggio 2019, ore 13:00 2ª giornata | Joensuu Wolves | 66 – 0 | Lahti Panthers | Mehtimäen tekonurmi |

| Lohja 30 giugno 2019, ore 14:00 5ª giornata | Lohja Lionesses | 44 – 28 | Joensuu Wolves | Virkkalan kenttä |

#### Playoff
| Joensuu 7 luglio 2019, ore 16:00 Semifinale | Joensuu Wolves | 28 – 68 | Hyvinkää Falcons | Mehtimäen tekonurmi |

### Statistiche di squadra
| Competizione      | %Vittorie | In casa | In casa | In casa | In casa | In casa | In casa | In trasferta | In trasferta | In trasferta | In trasferta | In trasferta | In trasferta | Totale | Totale | Totale | Totale | Totale | Totale |
| Competizione      | %Vittorie | G       | V       | N       | P       | Pf      | Ps      | G            | V            | N            | P            | Pf           | Ps           | G      | V      | N      | P      | Pf     | Ps     |
| ----------------- | --------- | ------- | ------- | ------- | ------- | ------- | ------- | ------------ | ------------ | ------------ | ------------ | ------------ | ------------ | ------ | ------ | ------ | ------ | ------ | ------ |
| Stagione regolare | .667      | 2       | 2       | 0       | 0       | 116     | 16      | 1            | 0            | 0            | 1            | 28           | 44           | 3      | 2      | 0      | 1      | 144    | 60     |
| Playoff           | .000      | 1       | 0       | 0       | 1       | 28      | 68      | 0            | 0            | 0            | 0            | 0            | 0            | 1      | 0      | 0      | 1      | 28     | 68     |
| Totale            | .500      | 3       | 2       | 0       | 1       | 144     | 84      | 1            | 0            | 0            | 1            | 28           | 44           | 4      | 2      | 0      | 2      | 172    | 128    |